# 安家街道
安家街道，是中华人民共和国吉林省辽源市西安区下辖的一个乡镇级行政单位。

## 行政区划
安家街道下辖以下地区：
安仁社区和安民社区。